# Arthur Clairon d’Haussonville
Arthur Constantin Bernhard Max Graf Clairon d’Haussonville (* 3. Februar 1866 in Lublinitz; † 22. April 1913 in Kairo) war ein deutscher Verwaltungsbeamter und Parlamentarier.

## Herkunft
Seine Eltern waren der Regierungspräsident Max Clairon d’Haussonville (* 12. Dezember 1836 in Gotha; † 28. Januar 1899) und dessen Ehefrau Ella (Tusnelda) von Garnier-Turawa (* 30. Dezember 1843; † 19. Februar 1891), Tochter der Clara von Rappold und des Offiziers Constantin von Garnier-Turawa.

## Leben
Arthur Clairon d’Haussonville studierte Rechtswissenschaften an der Georg-August-Universität Göttingen. 1885 wurde er Mitglied des Corps Saxonia Göttingen. Nach Abschluss des Studiums trat er in den preußischen Staatsdienst ein und wurde Regierungsassessor. Von 1896 bis 1913, dem Jahr seines Todes, war er Landrat des Landkreises Merseburg.
Clairon d’Haussonville war Mitglied des Preußischen Abgeordnetenhauses. Er war Rittmeister der Reserve der Blücher-Husaren. Editha von Puttkamer-Karstnitz (* 12. November 1873; † 28. Juni 1936), Tochter der Anna von Haza-Radlitz und des Gutsbesitzers Henning von Puttkammer, war seine Ehefrau. Das Ehepaar hatte drei Kinder, Tochter Desirée (Jg. 1905) später u. a. Angestellte im Bundeskanzleramt, ff. im Bundesministerium der Verteidigung, Sohn Joachim Clairon (* 1908; † 1943 bei Salerno/Italien) und Sohn Victor Clairon (Jg. 1911).